# Reise, Reise
Reise, Reise je četvrti studijski album njemačkog sastava Rammstein. U Njemačkoj je objavljen 27. kolovoza 2004.
Nalazio se na prvom mjestu top ljestvica u 7 zemalja: Njemačkoj, Austriji, Švicarskoj, Finskoj, Islandu, Estoniji i Meksiku.
U Top 10 je bio u ostalim zemljama: Nizozemska, Švedska (2. mjesto), Danska, Francuska, Češka (3. mjesto), Norveška, Poljska, Slovenija (4. mjesto), Belgija, Portugal i Španjolska.
Pjesma "Mein Teil" je nominirana za Grammy u kategoriji Najbolja metal izvedba.

## Popis pjesama
1. "Reise, Reise" - 4:12
2. "Mein Teil" - 4:33
3. "Dalai Lama" - 5:39
4. "Keine Lust" - 3:43
5. "Los" - 4:24
6. "Amerika" - 3:47"
7. "Moskau" - 4:17
8. "Morgenstern" - 4:00
9. "Stein um Stein" - 3:53
10. "Ohne dich" - 4:32
11. "Amour" - 4:51

## Singlovi
- "Mein Teil"
- "Amerika"
- "Ohne dich"
- "Keine Lust"